# University of Alabama Arboretum
Das University of Alabama Arboretum ist ein 24,3 Hektar großes Arboretum in Tuscaloosa im US-Bundesstaat Alabama.
Der Schwerpunkt ist die in Alabama vorkommende Flora und Fauna.
Im Garten führen insgesamt vier Kilometer Fußwege zwischen Kiefernbäumen und einem Eichen-Hickory-Hochwald zu einem Wildblumengarten, der mehr als 250 Arten enthält und zu Ornamentbepflanzungen, einem Versuchsgarten, einem Moorbereich, einem Freiluftpavillon und einem Garten für Kinder. Zwei Gewächshäuser sind mit Orchideen, Kakteengewächsen und anderen tropischen Pflanzen ausgestattet.

## Weblink
- Offizielle Website des University of Alabama Arboretum

Koordinaten: 33° 11′ 36,6″ N, 87° 28′ 50,2″ W